# 田沢智
田沢 智（たざわ さとし、1964年4月14日 - ）は、 日本の音楽家、ナレーター、声優。栃木県出身。大沢事務所を経てヘリンボーンに所属。

## 人物
高校時代から、バンドのボーカル、作詞・作曲として音楽活動を開始。学生時代に結成した「アールビニールバンド」の後身「モノクロームワールド」で、1984年5月、第27回ヤマハポピュラーソングコンテストに出場。同年6月、ナゴムレコードよりシングル「堕天使ジル・ド・レエ／記憶の中」をリリース。ナゴムでは異色のポジパンであった。「モノクロームワールド」解散後、ファンクバンド「フェイドブルー」を結成、解散。
その後、ラテンバンド「KAZZ:BA（カジーバ）」に参加し、1990年11月、SMEJ/Trefort（現キューンミュージック）からアルバム「Mangan-Zenseki」でメジャー・デビュー。田沢と、元コスミック・インベンションの森岡みまによる男女ツインボーカル。他のメンバーには後にビンゴボンゴを結成する江川ゲンタ、金森佳朗などがいたが、企画先行バンド故の熱の薄さ、ラテンバンドらしからぬ小器用なまとまりでブレイクには至らず。1991年7月、2ndアルバム「CUARENTA」をリリース後に解散。博多めぐみがバンドメンバーだったこともあるなど、テクニックのあるメンバーとの出会いには恵まれるが、バンド自体はいずれも短命に終わり、これまでに結成・解散したバンドは五指に余る。
その後はソロ活動のほか「タザワ式」などのユニット形式のグループで不定期にライブを開催。歌手としてのゲスト出演ライブも多く、スタジオ・ミュージシャンとして多数のアーティストのサポートも行っている。
音楽活動の一方、ナレーター、声優としても活動している。

## 主なナレーション
- BSテレビ東京「ワールド・ヒップ・ホテルズ」vol.1〜5
- 日清ラ王CM
- 月桂冠つき 大人の食べ比べ編CM
- ホンダ・ストリームCM
- 東京海上日動あんしん生命保険そのしあわせ 模様替え篇（CMオリジナル曲ボーカル）